# Wolff (historieta)
Wolff fue una serie de historietas de fantasía heroica, protagonizadas por el personaje homónimo, que Esteban Maroto creó en 1971 para la revista española "Drácula" de Buru Lan. Fue el primer héroe bárbaro de su autor, y precedió en unos meses a la adaptación de Conan el Bárbaro publicada por Marvel Comics.

## Creación y trayectoria editorial
Maroto se inspiró para su creación en las portadas de Frank Frazetta para "Conan".
En 2012 Wolf fue recopilado por la barcelonesa EDT en un álbum titulado "Espadas y brujas" junto a los otros héroes bárbaros de su autor (Dax y Korsar).